# خورشيد حسن خورشيد

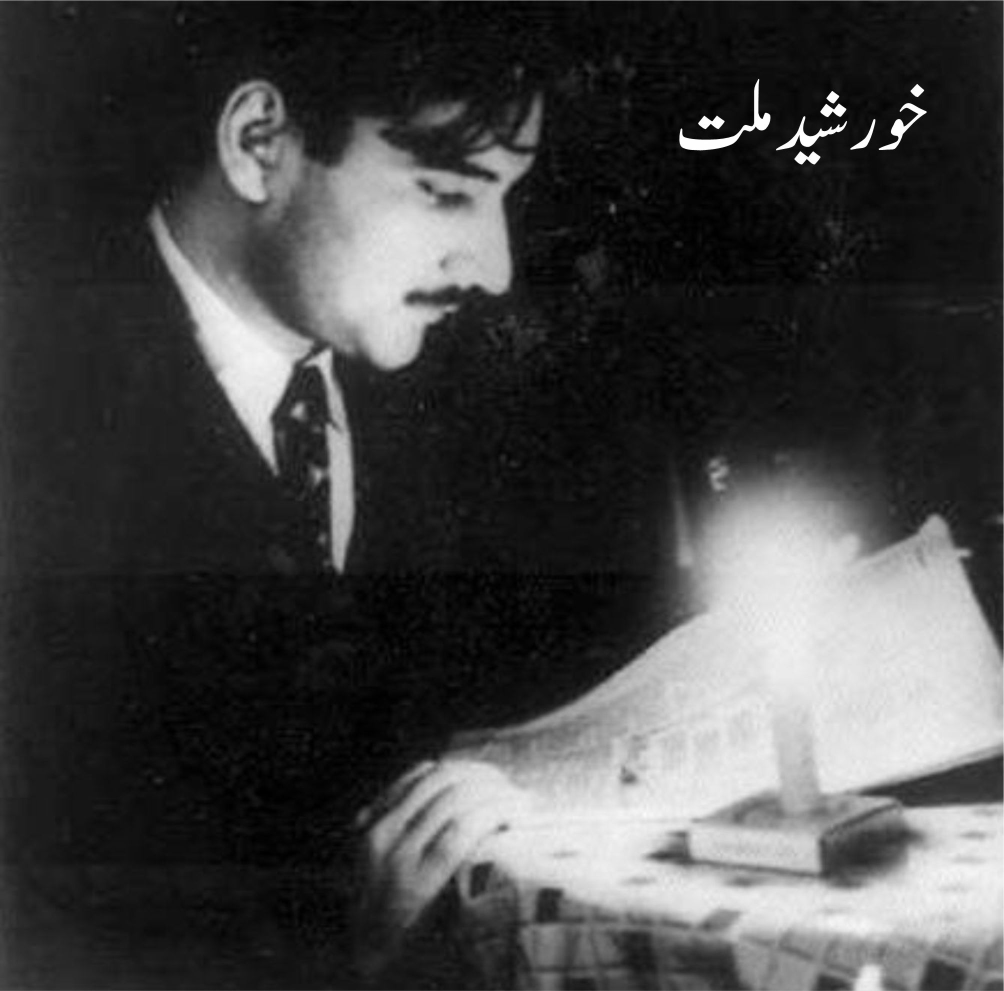
صورة الفنان

خورشيد حسن خورشيد (3 يناير 1924 - 11 مارس 1988) كان السكرتير الخاص لمحمد علي جناح أول حاكم عام لباكستان. أرسله جناح إلى جامو وكشمير في أكتوبر 1947 قبل وقت قصير من الحرب الباكستانية الهندية 1947، فقامت القوات الهندية باعتقاله وسجنه في سريناغار، ثم أعيد لاحقًا في صفقة تبادل للأسرى عام 1949. وكان أول رئيس منتخب لآزاد كشمير. كان مؤسس أول دستور لأزاد كشمير.
غالبًا ما كتب خورشيد اسمه ببساطة «خورشيد»، والذي كان اسمه الأول واسمه الأخير. غالبًا ما تكتبه المصادر الهندية عن طريق الخطأ على أنه «خورشيد أحمد».
توفي في حادث طريق في 11 مارس 1988، بينما كان مسافرا في سيارة نقل عام كراكب عادي. ودفن في مظفر آباد في آزاد كشمير. وتعتبرته الجماهير الكشميرية رمزاً للنزاهة والديمقراطية.